# Colospora
Colospora is een geslacht in de familie Polyporaceae. De typesoort is Colospora andalasii.

## Kenmerken
De vruchtlichamen van Colospora-soorten zijn korstachtig met kleine stekels. Het heeft een dimitisch hyfensysteem (bevat zowel generatieve hyfen als skelethyfen), en er zijn gespen aanwezig in de generatieve hyfen. Kortvertakte dendrohyphidia komen veel voor in het hymenium en de top van de stekels is onvruchtbaar. De sporen zijn relatief groot en dunwandig.

## Soorten
Volgens Index Fungorum telt het geslacht twee soorten (peildatum maart 2023):
| Soortnaam            | Auteur(s)                          | Publicatiejaar |
| -------------------- | ---------------------------------- | -------------- |
| Colospora andalasii  | Miettinen & Spirin                 | 2015           |
| Colospora citrispora | (Boidin, Lanq. & Gilles) Miettinen | 2015           |